# Jason Buck
Jason Ogden Buck (Moses Lake, 27 luglio 1963) è un ex giocatore di football americano statunitense che ha militato nel ruolo di defensive lineman nella National Football League (NFL).

## Carriera
Al college Buck giocò a football alla Brigham Young University, vincendo l'Outland Trophy e venendo premiato come All-American. Fu scelto dai Cincinnati Bengals nel corso del primo giro (diciassettesimo assoluto) nel Draft NFL 1987. Nel 1988 mise a segno 6 sack e raggiunse il Super Bowl, perso contro i San Francisco 49ers. Nel 1989 fece registrare altri 6 sack. Dopo quattro stagioni passò ai Washington Redskins nel 1991, con cui nel primo anno raggiunse il Super Bowl XXVI, vinto per 37-24 contro i Buffalo Bills. Si ritirò dopo la stagione 1993.

## Palmarès
- Super Bowl : 1

Washington Redskins: XXVI
- American Football Conference Championship: 1

Cincinnati Bengals: 1988
- National Football Conference Championship: 1

Washington Redskins: 1991